# Mandalayregionen
Mandalayregionen är en region i Myanmar. Den ligger i den centrala delen av landet, 140 km norr om huvudstaden Naypyidaw. Antalet invånare är 6 145 588. Arean är 37 946 kvadratkilometer. Mandalayregionen gränsar till Sagaingregionen och Naypyidaw Union Territory. 
Terrängen i Mandalayregionen är kuperad åt sydväst, men åt nordost är den bergig.
Mandalayregionen delas in i:
- Yamethin District
- Myingyan District
- Meiktila District
- Mandalay District
- Kyaukse District
- Nyaung-U District
- Pyin Oo Lwin District
- Pyigyitagon
- Mahaaungmyay
- Pyawbwe
- Nyaung-U
- Mahlaing
- Myittha
- Myingyan
- Sintgaing
- Aungmyaythazan
- Amarapura
- Kyaukse
- Thazi
- Natogyi
- Madaya
- Kyaukpadaung
- Wundwin
- Patheingyi
- Yamethin
- Chanmyathazi
- Meiktila
- Chanayethazan
- Taungtha
- Tada-U
- Pyinoolwin
- Singu
- Thabeikkyin
- Mogoke
- Ngazun

Följande samhällen finns i Mandalayregionen:
- Mandalay
- Meiktila
- Myingyan
- Pyin Oo Lwin
- Mogok
- Yamethin
- Kyaukse
- Nyaungshwe
- Pagan